# Ceapaievka, Rovenkî
Ceapaievka (în ucraineană Чапаєвка) este un sat în așezarea urbană Proletarskîi din orașul regional Rovenkî, regiunea Luhansk, Ucraina.

## Demografie
Componența lingvistică a localității Ceapaievka
     Rusă (98,63%)
     Ucraineană (1,37%)
Conform recensământului din 2001, majoritatea populației localității Ceapaievka era vorbitoare de rusă (98,63%), existând în minoritate și vorbitori de ucraineană (1,37%).